# 吴淞路闸桥
吴淞路闸桥是中国上海市已拆除的桥梁，原址接近苏州河与黄浦江交汇处，外白渡桥西侧，南端连接外滩（中山东一路），北端连接吴淞路。
20世纪80年代，上海车辆猛增，经济活跃，外白渡桥车辆严重堵塞，加上当时苏州河环境整治需要，1989年吴淞路闸桥动工兴建，1991年4月完工，建成时为双向5车道，大大减轻了外白渡桥的交通压力。闸桥既是公路桥，也是苏州河口的水闸，故名“闸桥”。自吴淞路闸桥建成起，外白渡桥改为由南向北单向通行。2008年外白渡桥大修期间，吴淞路闸桥起了较好的分流作用。
为配合外白渡桥重新通车和外滩综合改造工程，2009年4月起，吴淞路闸桥由南向北的通行封闭，10月17日起，吴淞路闸桥由北向南的通行封闭，同日开始拆除工作。根据计划，吴淞路闸桥拆除工作于2009年12月底前完成，从上海的版图上消失，成为历史。拆除后，吴淞路闸桥的运输功能由外滩隧道代替，水闸功能则由金山路水闸代替。